# Finale de la Coupe des clubs champions européens 1986-1987
La finale de la Coupe des clubs champions européens 1986-1987 voit le FC Porto remporter sa première C1 dès sa première finale. Le Bayern Munich, en revanche, dispute là sa cinquième finale.
Les Bavarois dominent la première période en faisant parler leur puissance athlétique. Ils occupent et confisquent le ballon : leur ouverture du score à la 24e minute, sur une tête de Ludwig Kögl, habituellement sur le banc de touche, vient conclure leur supériorité. Dominée, la formation portugaise va réussir à renverser la vapeur dans le dernier quart d'heure, grâce à une réalisation de Rabah Madjer qui réalise un geste qui portera par la suite son nom, une « Madjer ». L'attaquant algérien marquera du talon dos au but alors que le gardien bavarois avait la vision masquée par ses défenseurs. Ce même Madjer, victime d'une blessure au mollet, sort quelques instants avant de rentrer de nouveau sur la pelouse. Quelques instants plus tard, il délivre une passe décisive à Juary qui double la mise d'une volée.

## Parcours des finalistes
Note : dans les résultats ci-dessous, le score du finaliste est toujours donné en premier (D : domicile ; E : extérieur).
| Bayern Munich  | Bayern Munich | Bayern Munich | Bayern Munich |                     | FC Porto     | FC Porto | FC Porto  | FC Porto  |
| -------------- | ------------- | ------------- | ------------- | ------------------- | ------------ | -------- | --------- | --------- |
| Adversaire     | Total         | Aller         | Retour        | Tour                | Adversaire   | Total    | Aller     | Retour    |
| PSV Eindhoven  | 2 - 0         | 2 - 0 (E)     | 0 - 0 (D)     | Premier tour        | Rabat Ajax   | 10 - 0   | 9 - 0 (D) | 1 - 0 (E) |
| Austria Vienne | 3 - 1         | 2 - 0 (D)     | 1 - 1 (E)     | Huitièmes de finale | FC Vítkovice | 3 - 1    | 0 - 1 (E) | 3 - 0 (D) |
| RSC Anderlecht | 7 - 2         | 5 - 0 (D)     | 2 - 2 (E)     | Quarts de finale    | Brøndby IF   | 2 - 1    | 1 - 0 (D) | 1 - 1 (E) |
| Real Madrid    | 4 - 2         | 4 - 1 (D)     | 0 - 1 (E)     | Demi-finales        | Dynamo Kiev  | 4 - 2    | 2 - 1 (D) | 2 - 1 (E) |

## Le geste de Rabah Madjer
La talonnade réussie par l'international algérien lors de cette finale porte depuis son nom. Son entraîneur lui dira à la fin du match qu'il a été fou de vouloir réussir un tel geste. L'attaquant, qui répètera ce geste plusieurs fois par la suite dans sa carrière, racontera plus tard que sur le vif de l'action , il pensait que c'était la meilleure des décisions pour parvenir à mettre le ballon derrière la ligne de but adverse. Cette décision d'effectuer une talonnade a été même instinctive. Ce but restera comme l'un des plus spectaculaires dans l'histoire de la compétition.

## Feuille de match
| 27 mai 1987 | Bayern Munich | 1 – 2   | FC Porto                          | Stade du Prater, Vienne                        |                                                |
|             | Kögl 24e      | (1 - 0) | 79e Madjer · 81e Juary ( Madjer ) | Spectateurs : 57 500 Arbitrage : Alexis Ponnet | Spectateurs : 57 500 Arbitrage : Alexis Ponnet |
|             | Rapport       |         |                                   | Spectateurs : 57 500 Arbitrage : Alexis Ponnet | Spectateurs : 57 500 Arbitrage : Alexis Ponnet |

| Bayern Munich | Porto |

| G            | 1  | Jean-Marie Pfaff    |     |     |
| D            | 5  | Norbert Nachtweih   |     |     |
| D            | 2  | Helmut Winklhofer   | 65e |     |
| D            | 4  | Norbert Eder        |     |     |
| D            | 3  | Hans Pflügler       |     |     |
| M            | 7  | Hans-Dieter Flick   |     | 82e |
| M            | 8  | Lothar Matthäus     |     |     |
| M            | 6  | Andreas Brehme      |     |     |
| ATT          | 10 | Michael Rummenigge  |     |     |
| ATT          | 9  | Dieter Hoeneß       |     |     |
| ATT          | 11 | Ludwig Kögl         |     |     |
| Remplaçant : |    |                     |     |     |
| G            | 12 | Raimond Aumann      |     |     |
| D            | 13 | Uli Bayerschmidt    |     |     |
| D            | 14 | Alexander Kutschera |     |     |
| D            | 15 | Holger Willmer      |     |     |
| ATT          | 16 | Lars Lunde          |     | 82e |
| Entraineur : |    |                     |     |     |
| Udo Lattek   |    |                     |     |     |

| G             | 1  | Józef Młynarczyk  |     |     |
| D             | 2  | João Pinto        |     |     |
| D             | 4  | Eduardo Luís      |     |     |
| D             | 5  | Celso             | 62e |     |
| D             | 3  | Augusto Inácio    |     | 66e |
| M             | 7  | Jaime Magalhães   | 35e |     |
| M             | 6  | Quim              |     | 46e |
| M             | 9  | António Sousa     | 71e |     |
| M             | 11 | António André     |     |     |
| M             | 10 | Paulo Futre       |     |     |
| ATT           | 8  | Rabah Madjer      |     |     |
| Remplaçants : |    |                   |     |     |
| G             | 12 | Zé Beto           |     |     |
| D             | 13 | João Festas       |     |     |
| M             | 14 | António Frasco    |     | 66e |
| ATT           | 15 | Walter Casagrande |     |     |
| ATT           | 16 | Juary             |     | 46e |
| Entraineur :  |    |                   |     |     |
| Artur Jorge   |    |                   |     |     |